# NCSM Digby (J267)
Le NCSM Digby (pennant number J267) (ou en anglais HMCS Digby) est un dragueur de mines de la Classe Bangor lancé pour la Marine royale canadienne (MRC) et qui a servi pendant la Seconde Guerre mondiale.

## Conception
Le Digby est commandé dans le cadre du programme de la classe Bangor de 1940-41 pour le chantier naval de Davie Shipbuilding and Repairing Co. Ltd. de Lauzon au Québec au Canada. La pose de la quille est effectuée le 20 mars 1941, le Digby est lancé le 5 juin 1942 et mis en service le 27 juillet 1942.
La classe Bangor doit initialement être un modèle réduit de dragueur de mines de la classe Halcyon au service de la Royal Navy,. La propulsion de ces navires est assurée par trois types de motorisation : moteur diesel, moteur à vapeur à pistons double ou triple expansions et turbine à vapeur. Cependant, en raison de la difficulté à se procurer des moteurs diesel, la version diesel a été réalisée en petit nombre.
Les dragueurs de mines de classe Bangor version canadienne déplacent 601 tonnes en charge normale. Ils ont une longueur totale de 49,4 mètres, une largeur de 8,5 mètres et un tirant d'eau de 2,51 mètres. Ce navire est propulsé par d'un moteur diesel B&W 9 cylindres entraînant deux arbres d'hélices. Le moteur développe une puissance de 2 000 chevaux-vapeur (1 500 kW) et atteint une vitesse maximale de 16 nœuds (30 km/h).
Leur manque de taille donne aux navires de cette classe de faibles capacités de manœuvre en mer, qui seraient même pires que celles des corvettes de la classe Flower. Les versions à moteur diesel sont considérées comme ayant de moins bonnes caractéristiques de maniabilité que les variantes à moteur alternatif à faible vitesse. Leur faible tirant d'eau les rend instables et leurs coques courtes ont tendance à enfourner la proue lorsqu'ils sont utilisés en mer de face.
Les navires transportent 66 t de gazole.
Les navires de la classe Bangor sont également considérés comme exiguës pour les membres d'équipage, entassant 6 officiers et 77 matelots dans un navire initialement prévu pour un total de 40.

## Histoire

### Seconde Guerre mondiale
Après sa mise en service le 26 juillet 1942 à Québec et après s'être entraîné à Pictou, le Digby rejoint la Western Local Escort Force (WLEF) (Force d'escorte locale de l'Ouest). En janvier 1943, la WLEF organise des groupes d'escorte. Le Digby est affecté au 24.18.1 aux côtés des corvettes Arrowhead et Chicoutimi. En juin 1943, lorsque la WLEF réorganise ses groupes d'escorte, il est affecté au groupe d'escorte W-5. Il participe à des actions pendant la bataille du Saint-Laurent. Il reste avec le groupe jusqu'en avril 1944, date à laquelle un réaménagement est nécessaire, à Lunenburg. Le réaménagement est achevé à Halifax et à son retour des Bermudes, il est affecté à la Sydney Force.
En février 1945, le Digby est affecté à la Force de Terre-Neuve jusqu'à son retour au Canada, où il est désarmé le 31 juillet 1945. Il est placé en réserve à Shelburne, en Nouvelle-Écosse.

### Après-guerre
Après la guerre, le Digby est proposé pour être transféré à la section marine de la Gendarmerie royale du Canada (GRC) (ou Royal Canadian Mounted Police Marine Section). Lors du transfert, le navire est renommé NCSM Perry. Le navire est amené à Sorel pour être mis en réserve stratégique jusqu'en 1951, date à laquelle il est racheté par la Marine royale canadienne et est réaménagé pour des tâches de formation et reprend son ancien nom.
Le Digby est remis en service le 29 avril 1953 avec un nouveau indicatif (pennant number) 179. Le navire est remis en état avant de reprendre du service, recevant un mortier anti-sous-marin Hedgehog et le canon de 12 livres est retiré et remplacé par un canon Bofors de 40 mm. Il est utilisé, avec le NCSM Granby, en 1953 sur le lac Ontario pour tester le système DATAR (Digital Automated Tracking and Resolving), un système d'information informatisé pionnier sur le champ de bataille de la Marine royale canadienne. En octobre 1954, le Digby est transféré sur la côte Ouest avec le Brockville et Jonquiere. Le 4 décembre 1955, le Brockville, le Digby et le Cordova forment le deuxième escadron de réserve canadien à des fins d'entraînement à Esquimalt, en Colombie-Britannique,.
Il est retiré du service le 14 novembre 1956 et vendu à la casse. Le Digby est démantelé en 1956-57.

### Honneurs de bataille
- Atlantic 1942–44
- Gulf of St. Lawrence 1942-44

### Participation auxconvois
Le Digby a navigué avec les convois suivants au cours de sa carrière:
1. Convoi HX 212
2. Convoi HX 216
3. Convoi HX 220
4. Convoi HX 229A
5. Convoi HX 253
6. Convoi HX 255
7. Convoi HX 258
8. Convoi HX 261
9. Convoi HX 263
10. Convoi HX 269
11. Convoi HX 279
12. Convoi HX 282
13. Convoi HX 284
14. Convoi ON 132
15. Convoi ON 140
16. Convoi ON 146
17. Convoi ON 149
18. Convoi ON 156
19. Convoi ON 165
20. Convoi ON 167
21. Convoi ON 198
22. Convoi ON 200
23. Convoi ON 208
24. Convoi ON 210
25. Convoi ON 214
26. Convoi ON 219
27. Convoi ON 221
28. Convoi ON 224
29. Convoi ON 226
30. Convoi ON 253
31. Convoi ON 258
32. Convoi SC 103
33. Convoi SC 114
34. Convoi SC 118
35. Convoi SC 119
36. Convoi SC 172

### Commandement
- T/Lieutenant (T/Lt.) Stanley Warren Howell (RCNR) du 26 juillet 1942 au 9 juillet 1943
- Lieutenant (Lt.) John Winston Sharpe (RCNR) du 10 juillet 1943 au 6 avril 1944
- T/Lieutenant (T/Lt.) Edward Oswald Ormsby (RCNVR) du 7 avril 1944 au 1er juillet 1945
- Lieutenant Commander (Lt.Cdr.) E.G.T. Fisher (RCN) du 29 avril 1953 au 7 décembre 1954
- Lieutenant Commander (Lt.Cdr.) E.T. Coggins (RCN) du 8 décembre 1954 au 28 septembre 1955
- Lieutenant Commander (Lt.Cdr.) Arthur Francis Rowland (RCN) du 29 septembre 1955 au 14 novembre 1956

Notes:
RCN: Royal Canadian Navy
RCNR: Royal Canadian Naval Reserve
RCNVR: Royal Canadian Naval Volunteer Reserve 